# سلوبودان كاشار
سلوبودان كاشار (بالصربية: Слободан Качар)‏ (مواليد 15 سبتمبر 1957) هو ملاكم صربي، مثّل بلاده في الألعاب الأولمبية الصيفية 1980 وحقق الميدالية الذهبية في فئة الوزن الثقيل الخفيف.

## روابط خارجية
سلوبودان كاشار على موقع بوكس ريك (الإنجليزية) (registration required)
- سلوبودان كاشار على موقع أوليمبيديا (الإنجليزية)